# Stelletta trichotriaena
Stelletta trichotriaena är en svampdjursart som beskrevs av Arthur Dendy och Burton 1926. Stelletta trichotriaena ingår i släktet Stelletta och familjen Ancorinidae. Inga underarter finns listade i Catalogue of Life.